# Franklin Automobile Company
Franklin (Франклін) — з 1901 року американський виробник автомобілів. Штаб-квартира знаходиться в Сірак'юсі, штат Нью-Йорк. У 1937 році права на використання бренду купує фірма Doman-Marks Engine Co. У 1934 році компанія припинила виробництво автомобілів.

## Герберт Франклін
Герберт Франклін народився в 1866 році і працював у газеті свого дядька головним редактором, але в 1893 році він йде з газети і починає займатися власним бізнесом, а точніше — викупив патент на «процес лиття під тиском». У 1895 році за допомогою фінансистів запускає своє виробництво.
В цей же час в Сірак'юсі, штату Нью-Йорк, жив чоловік на ім'я Джон Уілкінсон, він захоплювався бейсболом, американським футболом і велогонками. Крім того, він закінчив Корнельський університет і отримав диплом інженера.
Одним із захоплень Уілкінсона стали автомобілі і їх мотори, він спроектував на власні кошти два автомобілі з повітряним охолодженням мотора, і навіть запропонував прототипи фірмі New York Motors.
Але товариші з «Нью-Йорка» все довго не могли зважитися на запуск в серію цих автомобілів. Одного дня Уілкінсон, який працював у велосипедній фабриці конструктором, поїхав в бізнес-центр, де розташовувалася і контора Франкліна. Хтось із співробітників фірми знайомить Франкліна з Уілкінсоном і пропонує покататися на другому прототипі (який був побудований в 1900 році). Франклін погоджується, і приходить в захват від даного механізму, потім він радиться зі своїм приятелем, який був членом New York Automobile Club — Олександром Брауном. Порадившись, вони вирішують зайнятися виробництвом автомобілів, але відмовилися від існуючих прототипів і видали більше тисячі доларів з особистих грошей Уілкінсона на розробку третього прототипу.

## Заснування компанії
Тим часом Браун і Франклін створюють фірму, яку так і назвуть Brown & Franklin, було це в влітку 1901 року. Потихеньку машина комплектувалася. А фірму поглинула фірма, заснована Франкліном — H.H. Franklin Manufacturing Company. У листопаді відбулася реструктуризація, і ливарна головна компанія робить самостійним відділенням автомобільне, назвавши його Franklin Automobile Company.
Президентом стає Франклін, а Уілкінсон — головним інженером. Олександр Браун не залишився за бортом і теж отримав ключову посаду.

## Початок виробництва автомобілів

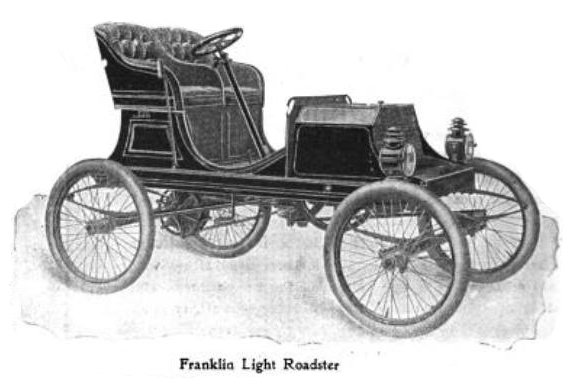
Перший проданий Franklin

У 1902 році прототип був готовий, і він пішов у серію як модель А. Автомобіль мав 4-циліндровий двигун (вперше в США) і повітряне охолодження. Франклін вважав водяне охолодження ненадійним, а головною метою була простота і надійність конструкції.
Також «на чолі кута» була легкість автомобілів, тому рама робилася з дерева і в моторах використовувався алюміній. Підвіска мала малу непідресорену масу підвіски.

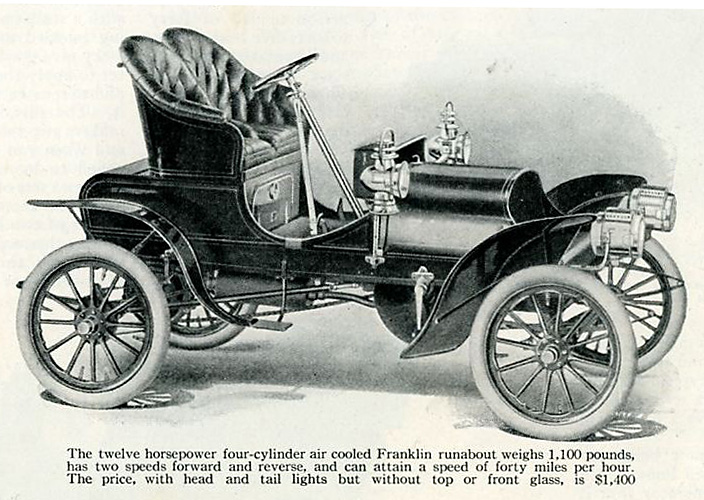
Franklin В

Модель А випускали з кузовами ранебоут і родстер 2 роки, в 1904 році з'явилася 4-місна модель В з кузовами тонно і турінг. Також з'являється модель С, у якої карданний привід заднього моста. Що, до речі, цікаво: автомобілі «Франклін» були побудовані повністю силами власних потужностей: мотори, карбюратори, коробки, мости, кузови, прилади і т. д., все було зроблено фірмами «Франкліна».

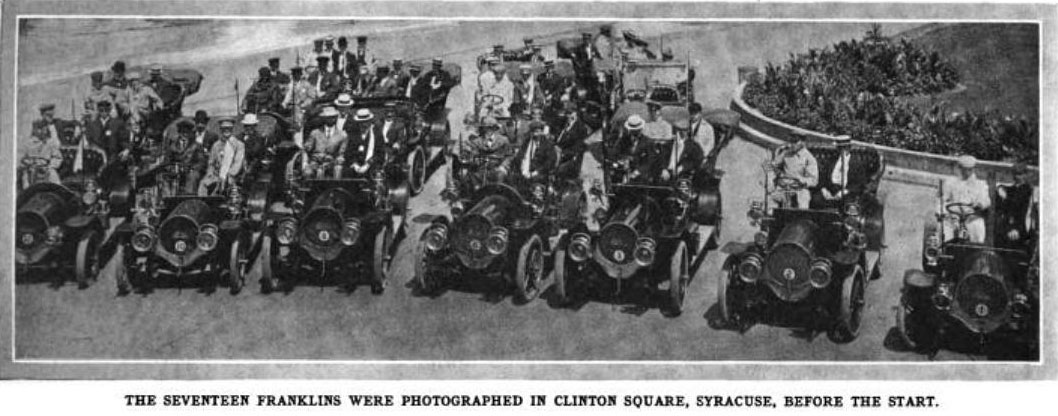
Franklin Н

У тому ж 1904 році модель А родстер поставить рекорд з перетинання США з одного берега океану до іншого, попередній рекорд становив 61 день, автомобілю Франкліна знадобилося майже в 2 рази менше — 33 дні.
У 1905 році з'являються перші американські 6-циліндрові мотори на моделі Н.
У 1906 році ця модель покриває рекорд перетинання США, який вже встановила фірма 2 роки тому, цього разу пішло всього 15 днів.
У 1907 році «Франкліни» стали оснащатися автоматичною свічкою запалення, вперше в світі, через рік з'являються в двигунах напівсферичні камери згоряння (більш відома по «Доджу» з його Hemi). Тоді ж «Франклін» стає першим виробником, який широко використовує легкі метали в конструкції своїх автомобілів і вантажівок.
У 1912 році «Франклін» починає першим у світі оснащуватися циркулюючою системою змащення, до цього масло подавалося в мотори і змазувало вузли мотора.
Через рік фірма представляє перший серійний автомобіль з повністю закритим кузовом, прабатьком седана, а через 2 роки знову здивували світ, використавши в моторі алюмінієві поршні. З того ж 1915 року в виробництві залишаються тільки 6-циліндрові моделі.
Найцікавіше, що начебто за таких інновацій фірма досить довго не відходила і від своїх традицій, так дерев'яна рама використовувалася до 1927 року.

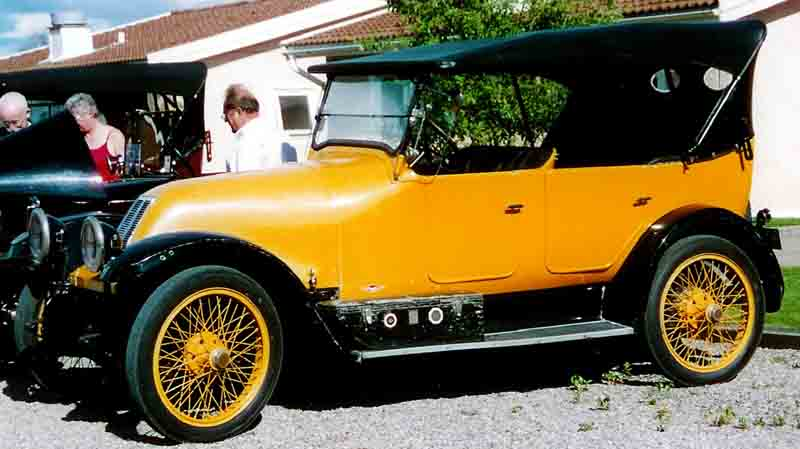
Franklin Model 9B 1918 року

Також досить довго, до 1921 року, був типовий дизайн передньої частини, з 1910 року він був обтічним, бо радіатора не було у машини, мотори то з повітряним охолодженням.

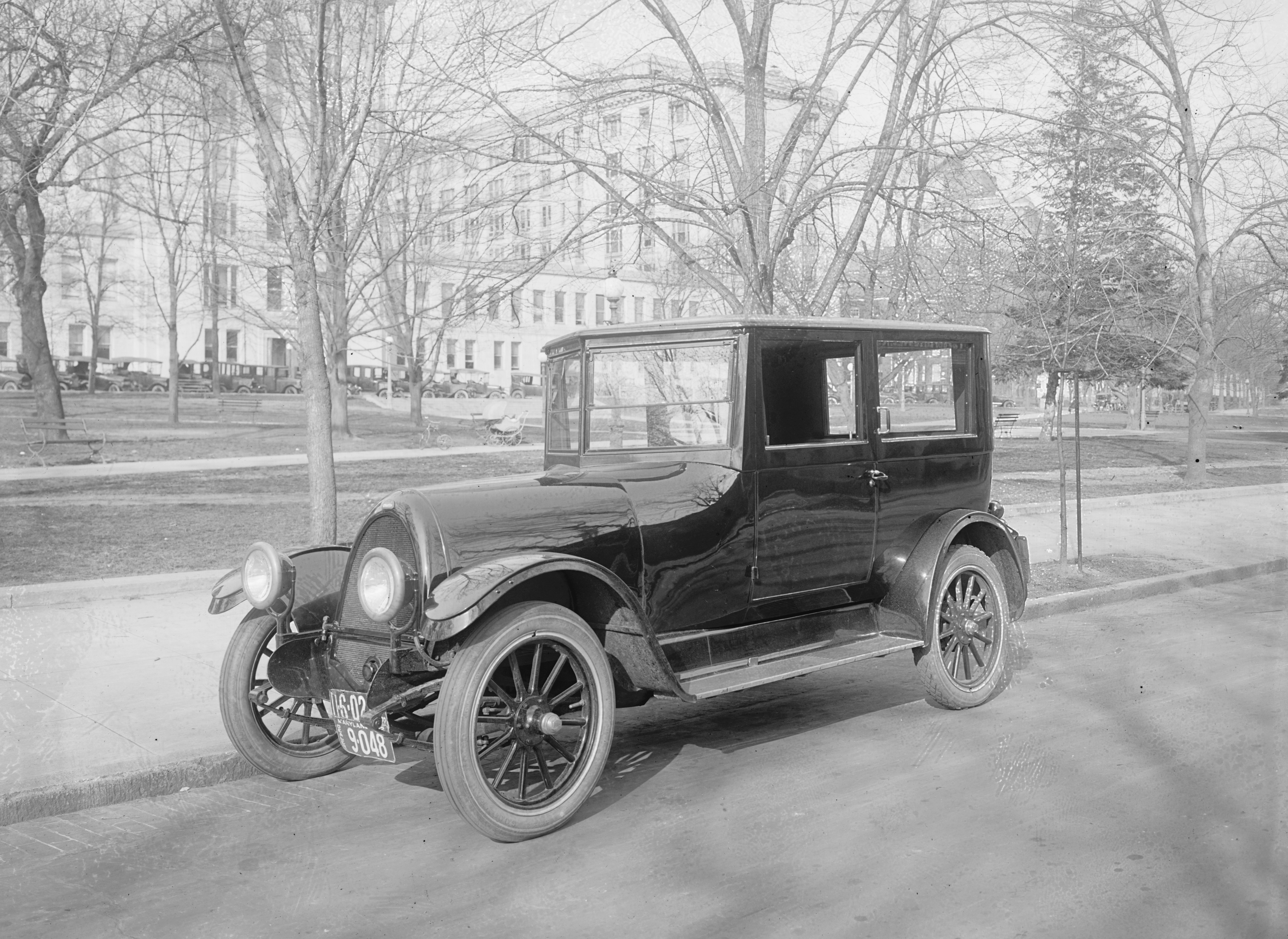
Franklin Model 10А 1922 року

У 1921 році змінюється дизайн передка, з'являється фальш-радіатор, за яким встановлено величезний вентилятор для охолодження мотора.

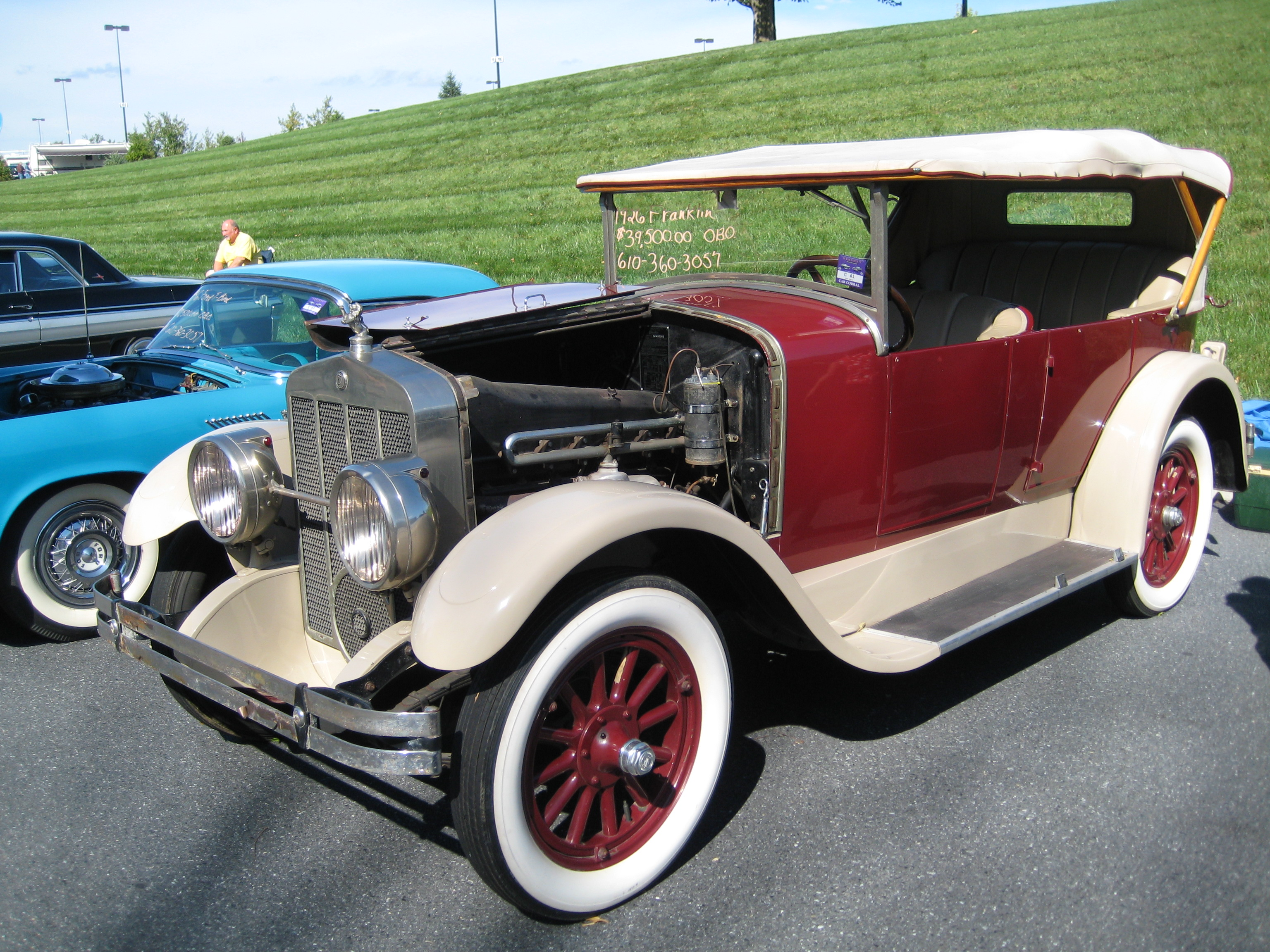
Franklin Model 11А 1926 року

Але такий дизайн буде у машин всього лиш 3 роки, в 1925 році Френк де Кос приходить у фірму і розробляє прямокутну решітку радіатора з 3-ма вертикальними смужками уздовж неї.
У цей час репутація машин бренду рівня «Паккарда» або «Кадиллака», але ціновий рівень набагато нижчий, і автомобілі конкурують з автомобілями марок «Б'юік» і «Хадсон».

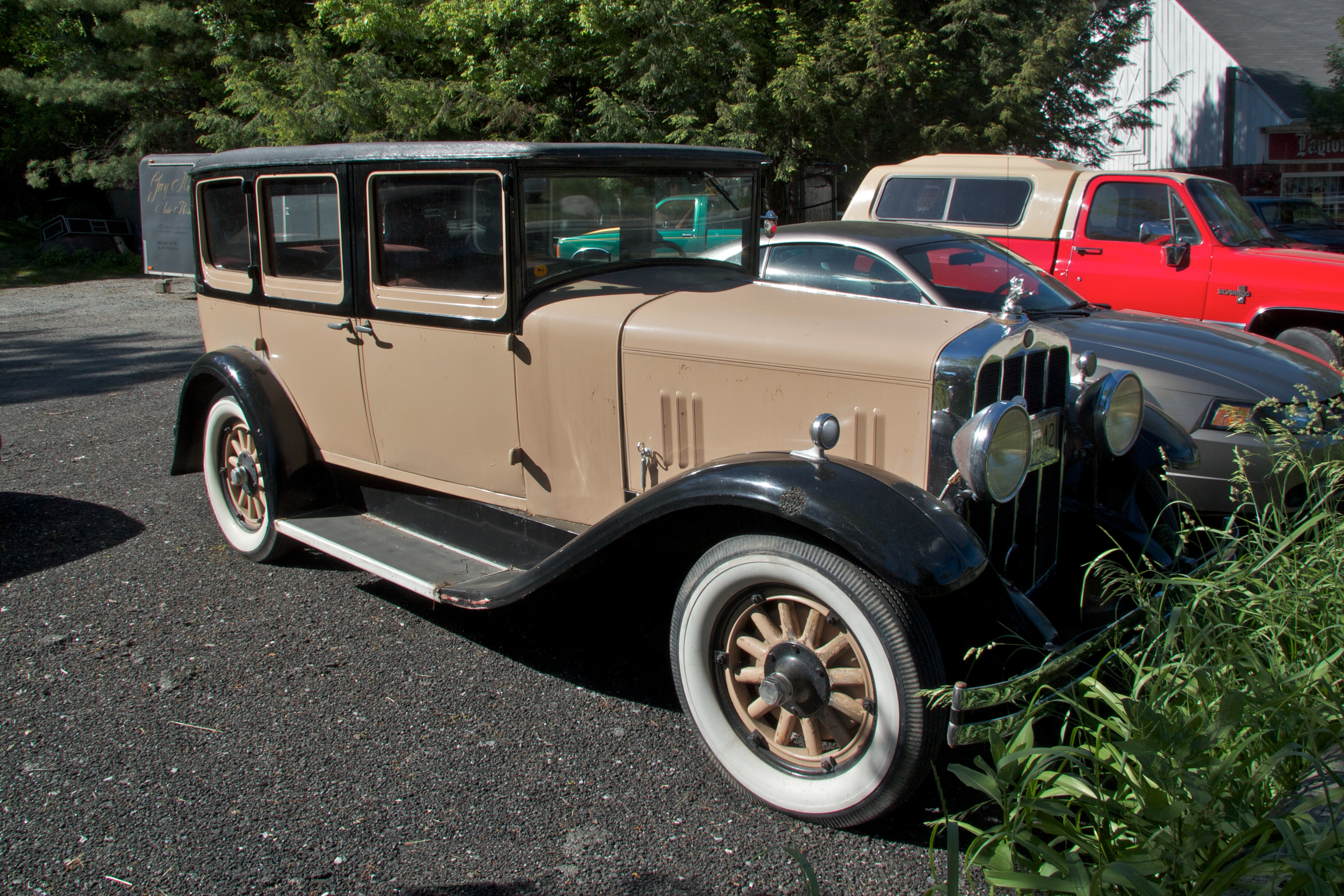
Franklin 137 1929 року

У 1928 році почали будувати автомобілі вже на сталевій зварній рамі, з'являються автомобілі 13-ї серії (130, 135 і 137).
1929 рік став найкращим у продажах марки — було продано 14 000 машин. Але тоді ж восени починається горезвісна економічна криза. У 1930 у невідповідний час Франклін представляє свою 12-циліндрову машину. Машина має все те ж повітряне охолодження, а потужність в 100 сил з 6.5-літрового мотора на другому місці по зняттю потужності з одного літра після «Дюзенберга».

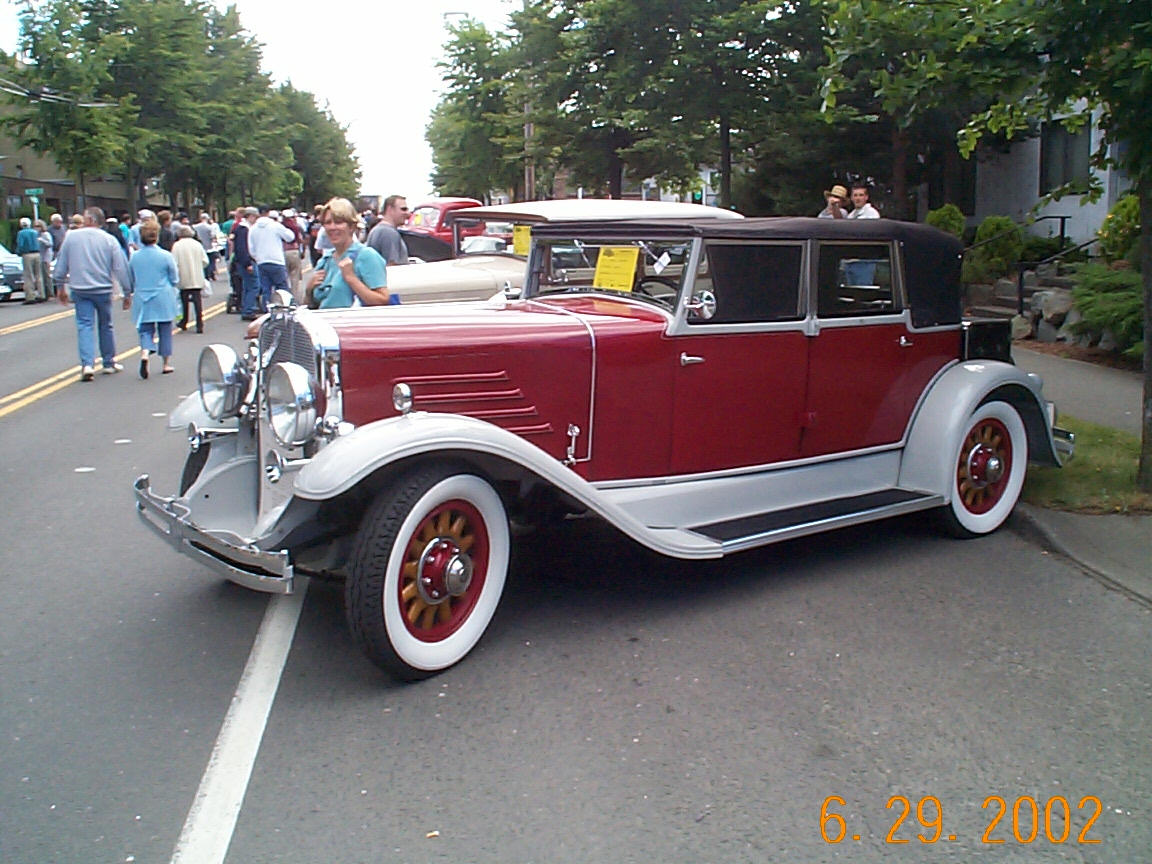
Franklin 147 1930 року

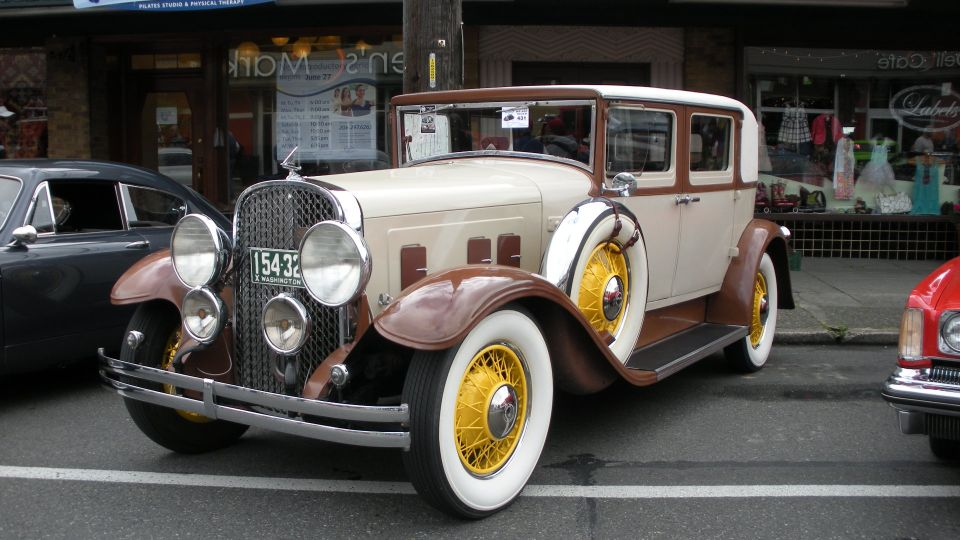
Franklin 153 1931 року

Разом з тим з'являються нові 6-циліндрові серії 14, 15 і 16.
Але обсяг продажів падає, так в 1930 році вдається реалізувати всього 6000 машин, але вже через рік — всього 1100 машин, Франклін вирішує зробити знижки на машини, але і це не допомагає продажам, хоча на 12-циліндрові моделі зробили знижку аж в 40 %.
У 1932 році Франклін намагається ще більше здешевити свої машини, і починає продавати автомобіль, який стане прабатьком «маслкарів». Франклін бере дешеві кузови і рами, що виготовляються фірмою Ріо для своєї моделі Flying Cloud, встановлює на них свої 12-циліндрові мотори, і продає цю справу під назвою «Франклін Олімпік» (серія 18).

## Припинення виробництва автомобілів. Закриття компанії
Але і цю машину не купують. У підсумку в 1934 році Франкліну нічого не залишається, як оголосити себе банкрутом.
Але в 1933 році колишні інженери фірми «Франклін» — Карл Доман і Ед Маркс, засновують фірму Doman-Marks Engine Co, яка спеціалізується на промислових двигунах повітряного охолодження, і продають свої двигуни під брендом Domark.
Бізнесмен Уорд Канадей купує збанкрутіле підприємство, продає заводи і устаткування фірмі «Керріер Корпорейшн», яка починає випускати на колишніх потужностях заводу кондиціонери.
У 1937 році фірма «Доман-Маркс Енджін» купує права на бренд «Франклін». Вони перейменовують фірму в Aircooled Motors Corp і починають продавати двигуни під маркою «Франклін». Незабаром ці мотори стали популярні на літаках. А в 1940 році з'являється перший вертоліт Сікорські з мотором «Франклін».
Далі в 1947 році фірму купує Престон Такер, який планує встановлювати мотори «Франклін» на свої «Таккер Седан». В 1961 році родина Таккерів продає фірму компанії Aero Industries, яка перейменовується в Franklin Engine Company. А в 1975 році Польща купує фірму і переносить виробництво двигунів до Польщі, в місто Ряшів. Спочатку завод називався PZL-Franklin, а пізніше перейменували на просто PZL-F.
А машини з 1934 року більше ніколи не випускалися під цим брендом.
У підсумку Франклін ввів в конструкцію автомобілів багато інновацій, без яких немислимий сучасний автомобіль, але мало хто знає про таку компанію.

## Список автомобілів Franklin
- 1902 — Franklin A
- 1904 — Franklin B
  - Franklin C
- 1905 — Franklin H
- 1918 — Franklin 9B
- 1922 — Franklin 10A
- 1926 — Franklin 11A
- 1928 — Franklin 13-ї серії
- 1930 — Franklin 173 V12
  - Franklin 14-ї серії
  - Franklin 15-ї серії
  - Franklin 16-ї серії
- 1932 — Franklin Olympic (18-та серія)